# The Singles Collection Volume 3
The Singles Collection Volume 3 – trzecia część kolekcji brytyjskich singli Queen. Obejmuje lata 1984–1989. Wszystkie utwory zostały poddane remasteringowi.
Utwory „Blurred Vision” i singlowa wersja „Pain Is So Close to Pleasure”, zawarte w tej części, są po raz pierwszy dostępne na CD. 

## Lista utworów
CD 1:
1. „It’s a Hard Life”
2. „Is This the World We Created...?"

CD 2:
1. „Hammer to Fall”
2. „Tear It Up"

CD 3:
1. „Thank God It’s Christmas”
2. „Man on the Prowl”
3. „Keep Passing the Open Windows"

CD 4:
1. „One Vision” (Single Version)
2. „Blurred Vision"

CD 5:
1. „A Kind of Magic”
2. „A Dozen Red Roses For My Darling"

CD 6:
1. „Friends Will Be Friends”
2. „Princes of the Universe"

CD 7:
1. „Pain Is So Close to Pleasure” (Single Remix)
2. „Don't Lose Your Head"

CD 8:
1. „Who Wants To Live Forever”
2. „Forever"

CD 9:
1. „One Year of Love”
2. „Gimme The Prize (Kurgan's Theme)”

CD 10:
1. „I Want It All” (Single Version)
2. „Hang On In There"

CD 11:
1. „Breakthru”
2. „Stealin'"

CD 12:
1. „The Invisible Man”
2. „Hijack My Heart"

CD 13:
1. „Scandal”
2. „My Life Has Been Saved"

## Informacje dodatkowe
- Wszystkie 13 płyt zostało wydanych w okładkach w jakich ukazywały się oryginalne single. Okładki pochodzą z archiwów Briana Maya
- Pieczę nad nagraniem sprawowali Justin Shirley-Smith, Joshua J Macrae, Kris Fredriksson oraz Martin Lau.
- Remastering jest dziełem Petera Mew ze studia Abbey Road.
- Zbiór singli został przygotowany z pomocą Grega Brooksa i Gary’ego Taylora.
- Single „Pain Is So Close to Pleasure” i „One Year of Love” nie ukazały się oryginalnie w Wielkiej Brytanii. Pierwszy ukazał się m.in. w Australii, a drugi we Francji i Hiszpanii.
- Stroną B singla „Friends Will Be Friends” był oryginalnie utwór „Seven Seas Of Rhye, zaś „Princes of the Universe” był singlem m.in. w Australii i Japonii. Jednak z powodu braku miejsca postanowiono połączyć te dwa single w jeden.